# HD 93070
HD 93070, nota anche come V520 Carinae, è una stella gigante arancione di magnitudine 4,58 situata nella costellazione della Carena. Dista 1433 anni luce dal sistema solare.

## Osservazione
Si tratta di una stella situata nell'emisfero celeste australe. La sua posizione è fortemente australe e ciò comporta che la stella sia osservabile prevalentemente dall'emisfero sud, dove si presenta circumpolare anche da gran parte delle regioni temperate; dall'emisfero nord la sua visibilità è invece limitata alle regioni temperate inferiori e alla fascia tropicale. La sua magnitudine pari a 4,6 fa sì che possa essere scorta solo con un cielo sufficientemente libero dagli effetti dell'inquinamento luminoso.
Il periodo migliore per la sua osservazione nel cielo serale ricade nei mesi compresi fra febbraio e giugno; nell'emisfero sud è visibile anche per buona parte dell'inverno, grazie alla declinazione australe della stella, mentre nell'emisfero nord può essere osservata limitatamente durante i mesi primaverili boreali.

## Caratteristiche fisiche
La stella è una gigante arancione; con una massa quasi 8 volte quella del Sole ha bruciato velocemente il combustibile interno ed è entrata nella fase finale della sua esistenza nonostante abbia un'età di poco più 30 milioni di anni.
Possiede una magnitudine assoluta di -3,63 e la sua velocità radiale positiva indica che la stella si sta allontanando dal sistema solare.